# Art of Fighting (serie)
Art of Fighting (龍虎の拳?, Ryuuko no Ken, lit. "Pugno del Drago e della Tigre") è una trilogia di videogiochi di tipo picchiaduro per il Neo Geo sin dai primi anni '90. Secondo videogioco della SNK, ambientato nello stesso universo della serie Fatal Fury. L'Art of Fighting originale fu distribuito nel 1992, seguito da Art of Fighting 2 (龍虎の拳2?, Ryūko no Ken 2) nel 1994 e da Art of Fighting 3: The Path of the Warrior (ART OF FIGHTING 龍虎の拳 外伝?, Art of Fighting: Ryūko no Ken Gaiden) nel 1996.
Il primo gioco della serie a includere disegni di Shinkiro, il disegnatore principale dei successivi Fatal Fury e The King of Fighters.

## Meccanica di gioco
Ognuno dei personaggi dispone di un repertorio d'attacchi unico, siano esse normali, speciali o Super!. Ogni pulsante è dedicato ad un singolo colpo - pugno, calcio, presa - ed un quarto permette di effettuare uno sfottò, con cui privare d'energia la barra spirituale del nemico, con la quale è possibile, al costo di una percentuale variabile in base alla potenza, effettuare una tecnica speciale.
Nel primo e secondo titolo, vincendo un livello speciale - dal terzo in poi è parte integrante della meccanica di gioco - è possibile sbloccare un Desperation Attack con cui vincere completamente il duello, senza passare al secondo incontro.
La serie introduce la zoomata durante il combattimento per concentrare l'azione quando due personaggi combattono assai ravvicinati, inoltre ogni personaggio, col diminuire della propria energia, accuserà colpi visibili e strappi sui vestiti.

## Trama
Gli studenti del Kyokugen Karate Dojo, Ryo Sakazaki, figlio di Takuma, l'inventore di tale arte marziale, e Robert Garcia, figlio di una coppia di miliardari italiani, devono liberare Yuri, sorella di Ryo, rapita dal pappone Mr.Big.

### Continuità della serie
La serie Art of Fighting fu Fatal Fury alla serie Fatal Fury, ambientata alla fine degli anni settanta - lo si capisce dalle informazioni biografiche dei personaggi, il loro aspetto e da Geese Howard, uno dei boss finali della serie King of Fighter, in Art of Fighting 2 poco più che venticinquenne. Il gioco per Buriki One  Hyper Neo-Geo 64 e la conversione per playstaton del mediocre Fatal Fury: Wild Ambition presentano i personaggi della serie più maturi, con un Ryo divenuto il nuovo Mr.Karate, mentre la serie The King of Fighters segue una continuità assolutamente distaccata da quella di Art of Fighting e Fatal Fury - la serie King of Fighters nacque come crossover, per poi, dato il successo, detenere il canone ufficiale.

## Giochi

### Art of Fighting(1992)
Nel primo titolo, Ryo Sakazaki e Robert Garcia cercano di salvare Yuri dal pappone Mr.Big, convinto di poter così approcciare Takuma Sakazaki e vendicarsi del rifiuto di Ryo di lavorare per lui. Sconfitto Mr.Big, Ryo e Robert affrontano il misterioso Mr.Karate e la storia termina con un cliff-hanger, con Yuri che rivela l'identità di Mr.Karate: Takuma.
Solo Ryo e Robert sono utilizzabili nella modalità arcade ad un giocatore, mentre gli altri otto personaggi - inclusi i due segreti, Takuma e Mr.Big, sbloccabili con un codice nella versione arcade così come in quella console - sono utilizzabili nella modalità vs.
Il gioco è altamente ispirato alla serie Capcom Street Fighter, proponendo stereotipi e storia simile, cambiando però nettamente la meccanica di gioco. Art of Fighting è l'universo più esteso nel mondo virtuale della SNK e The King of Fighters '97, in alcuni finali, ne fa una parodia.

### Art of Fighting 2(1994)
Art of Fighting 2, distribuito nel 1994 e secondo titolo della serie AoF, aggiunge la "barra dell'ira", simile alla barra spirituale ma lievi diversificazioni.
Geese Howard, neo magnate del crimine a South Town, richiede la partecipazione dei migliori lottatori in un torneo da lui imbastito, il "The King of Fighters", proponendosi come lottatore finale - è un maestro di aikido. La storia è ambientata tre anni dopo Art of Fighting e vede molti personaggi ritornanti revisionati - ora Yuri ha imparato le arti marziali e combatte con la sua tenuta resa celebre tra gli appassionati dalla serie The King of Fighters. Eiji Kisaragi e Takuma sono disponibili ben prima di comparire nella serie King of Fighters.
Celebre è anche la difficoltà estrema del titolo.
È stato distribuito per il Virtual Console del Wii  in Nord America il 28 luglio del 2008 al costo di 900 Wii Points.

### Art of Fighting 3: The Path of the Warrior(1996)
Art of Fighting 3 (Ryūko no Ken Gaiden in Giappone) revisiona il gioco a partire dalla risma di personaggi utilizzabili, assai numerosa ed innovativa.
Robert Garcia è il protagonista, questa volta: scomparso per cercare una vecchia amica, Freia Lawrence, a GlassHill, Messico, si scopre la verità durante il proseguimento del gioco: Wyler, il malvagio del titolo, ha rapita la donna per farsi aiutare nel completare un potente elisir realizzato dal padre di lei. La pozione ribalta la polarità spirituale di una persona come ne Lo strano caso del dottor Jekyll e del signor Hyde.
Kasumi Todo, una dei nuovi personaggi, rimarrà nella schiera di personaggi ordinari della serie The King of Fighters.

## Conversioni e raccolte
Tutti e tre i titoli sono stati distribuiti per MVS Arcade System, Neo Geo Home System e Neo Geo CD ed il primo è incluso in SNK Arcade Classics Vol. 1.
- Art of Fighting è disponibile anche per TurboGrafx-CD (Arcade Card, Giappone soltanto), Mega Drive e SNES
- Ryūko no Ken 2 per il Super Nintendo nel solo Giappone
- Art of Fighting Anthology (龍虎の拳 ～天・地・人～?, Ryuuko no Ken Tenchijin) per PlayStation 2
- Art of Fighting ed Art of Fighting 2 per la Virtual Console del Wii

La versione SNES del primo titolo presenta un finale allungano per connetterlo direttamente con il seguito Art of Fighting 2, inoltre alcuni elementi del gioco - l'insegna "Mike's Bar", la scena dell'inseguimento ed il reggiseno sfatto di King - sono stati censurati.
La versione Neo Geo di Art of Fighting è stata distribuita come Arcade Perfect per la Virtual Console del Wii nell'Ottobre 2007 ed Art of Fighting 2 nel Luglio 2008.
La versione PlayStation 2 tiene fede con la copertina della custodia alla versione Neo Geo, ma il doppiaggio della canzone introduttiva e la voce di Ryo sono state alterate.
La versione Mega Drive non presenta la zoomata ed alcuni elementi sono stati modificati: il Ryuuko Ranbu è bloccabile, il drop kick di Jack ora copre solo 2/3 dello schermo e la giravola acuminata di Lee è invincibile solo all'inizio.

## Apparizioni esterne alla serie
Alcuni personaggi di Art of Fighting sono apparsi anche nella serie The King of Fighters e così' come Geese Howard è un boss segreto in Art of Fighting 2, anche Ryo è boss finale segreto in Fatal Fury Wild Ambition e Fatal Fury Special, ambientati tempo dopo l'ultimo Fatal Fury. L'incontro contro Ryo è un sogno e non è canonico nella serie.
La continuità di Art of Fighing e Fatal Fury è stata annullata del tutto dalla serie The King of Fighters per permettere a personaggi più maturi di affrontare altri personaggi, più giovani, nello stesso raggio d'età: Ryo, Robert è Yuri sono quasi onnipresenti nella serie assieme a King, Takuma e Kasumi, mentre Eiji e Mr. Big hanno avuto ruoli minori.
Il personaggio di Street Fighter Dan Hibiki parodia Art of Fighting; la Capcom (studio creatore di Street Fighter) accusò la SNK, all'epoca dell'uscita di Art of Fighting, di aver copiato Ryo Sakazaki da Ryu e Ken, i due protagonisti di Street Fighter; per ripicca, crearono Dan rendendolo una copia stupida di Ryu e Ken ma dandogli l'aspetto di Robert Garcia.

## Personaggi

### Introdotti inArt of Fighting
- Ryo Sakazaki (リョウ・サカザキ)
- Robert Garcia (ロバート・ガルシア)
- Ryuhaku Todoh (藤堂竜白)
- Jack Turner (ジャック・ターナー)
- King (キング)
- Lee Pai Long (李白龍)
- John Crawley (ジョン・クローリー)
- Micky Rogers (ミッキー・ロジャース)
- Mr. Big (ミスター・ビッグ)
- Takuma Sakazaki (タクマ・サカザキ)
  - alias Mr. Karate (ミスター・カラテ)

### Introdotti inArt of Fighting 2
- Yuri Sakazaki (ユリ・サカザキ) non giocabile negli altri capitoli.
- Eiji Kisaragi (如月影二)
- Temjin (テムジン)
- Geese Howard (ギース・ハワード) dalla serie Fatal Fury

### Introdotti inArt of Fighting 3
- Kasumi Todoh (藤堂香澄)
- Jin Fu-Ha (不破刃)
- Karman Cole (カーマン・コール)
- Lenny Creston (レニィ・クレストン)
- Rody Birts (ロディ・バーツ)
- Wang Koh-San (王覚山)
- Sinclair (シンクレア)
- Wyler (ワイラー)

## Anime
Un anime giapponese televisivo, The Art of Fighting: L'occhio di Sirio (バトルスピリッツ 龍虎の拳?, Batoru Supirittsu Ryūko no Ken), diretto da Hiroshi Fukutomi e prodotto dalla NAS, terza coproduzione animata tra SNK e NAS, segue la trama di Fatal Fury: La leggenda del lupo famelico e Fatal Fury 2 - La sfida di Wolfgang Krauser.
Mentre cercano un gatto, Ryo e Robert assistono all'omicidio di una persona correlato alla scomparsa di un diamante e vengono contattati dal boss della mafia locale, Mr. Big, per negoziare. Il malvivente pensa che il duo di karateka sia in possesso del prezioso e perciò fa rapire la sorella di Ryo, Yuri. L'aspetto dei personaggi è correlato al poster pubblicitario giapponese di Art of Fighting 2.
Art of Fighting fu prodotto da Kenji Shimizu e Yoshiro Kataoka e trasmesso su Fuji TV il 23 dicembre 1993, con la sceneggiatura di Nobuaki Kishima, i disegni di Kazunori Iwakura, e distribuito in inglese dalla US Manga Corps nel 1997.
L'anime ha ricevuto pessimi voti dalle riviste specializzate ed è stato considerato stupido, inetto e macchinoso, finendo per essere paragonato addirittura ad un cartone del sabato mattina. "Animazioni legnose, prospettive scorrette, disegni inspirati, coreografie dei combattimenti atroci e un doppiaggio risibilissimo" e quasi nessun elemento del gioco rientra nell'anime. Su Meta Anime Review, è stato valutato con un 14% collocandolo tra i prodotti più scadenti.

### Siti ufficiali
- Ryuko no Ken -Ten Chi Jin- su SNK Playmore
- Ryuko no Ken serie su NBC Museum della SNK Playmore

### Risorse generali
- Art of Fighting in depth review at NeoGeoForLife.com
- Art of Fighting serie (Planet-SNK), su planet-snk.de.
- SNK Wikia, su snk.wikia.com.